# Joventut Nacionalista Republicana
Joventut Nacionalista Republicana fue un grupo político valencianista y republicano surgido a finales de 1915 como una escisión de la Joventut Valencianista (aunque alguno de sus miembros no la abandonaron). Rafael Trullenque, su principal impulsor, presidió su junta directiva, de la que también formaron parte, entre otros, Marià Ferrandis i Agulló (director del semanario Pàtria Nova), Francesc Puig Espert, Juli Just Gimeno y Enric Duran i Tortajada. Su objetivo principal fue intentar llevar al campo del valencianismo a la fuerza política hegemónica en la ciudad de Valencia y su hinterland, el blasquista Partido de Unión Republicana Autonomista (PURA), encabezado en aquel momento por Félix Azzati, pero no lo consiguió, por lo que se disolvió solo tres años después, en 1918.
Le sucedió la Joventut Republicana Nacionalista, grupo vinculado más directamente con el blasquismo. Su presidente fue Álvaro Pascual-Leone Forner, miembro del PURA, y Juli Just Gimeno, actuó como secretario.

## Historia
El origen del grupo se remonta a febrero de 1915 cuando Rafael Trullenque pronunció una conferencia en la Casa de la Democracia, la sede principal del blasquismo en Valencia, cuyo contenido se editó poco después con el título Nacionalismo valenciano y con una dedicatoria en primera página a Felix Azzati. Trullenque proponía la «restauración de la nacionalidad valenciana» frente a Castilla que «nos impuso su Historia, sus leyes y hasta su lengua, y hoy nos hallamos tan castellanizados que más parecemos hijos de Castilla que de Valencia». «Tenemos, pues, históricamente hablando, derecho a restaurar nuestra nacionalidad, pues que nos la arrebataron a la fuerza» y «si todas las nacionalidades españolas hacen igual, la restauración de España será un hecho evidente». La alternativa para Trullenque era fundar «una República Valenciana confederada a las demás nacionalidades ibéricas». Y para ello contaba con Cataluña, «la hermana mayor que nos señala a Valencia y Mallorca el camino de la vida». «Unámonos, pues, a Cataluña contra el enemigo común: el unitarismo» y  «juntas Cataluña y Valencia, venceremos, porque somos lo más rico, porque somos lo más grande, porque somos lo más culto de España». Y finalmente se desmarcaba de los «sucesores de Teodoro Llorente», el hombre «más nefasto que hubo para el valencianismo» porque lo vendió a Silvela «por un puñado de honores». «No cabe en nosotros la acepción regionalista, porque la obra del regionalismo se redujo siempre en Valencia a la fabricación de décimas y alelluyas en Lo Rat Penat por hombres que en política eran conservadores y liberales, es decir centralistas».
La respuesta negativa se la dio el propio Felix Azzati el 30 de enero de 1916 en un discurso pronunciado en la Casa de la Democracia: «Nuestra posición respecto del naciente nacionalismo es de muy sencilla definición... ¿Puede el partido de Unión Republicana de Valencia declararse nacionalista? Esta pregunta se nos formula clara y concretamente. Sólo cabe una respuesta honradamente clara: No». Y la «primera distancia que nos separa del nacionalismo valencianista es la de la oficialidad de la lengua, pues mientras dicha agrupación propugna por la difusión de nuestro dialecto en las escuelas, en el hogar, en la vida pública..., nosotros abogamos por el predominio, entiéndase bien, el predominio de la lengua castellana». Según la reseña del diario blasquista El Pueblo estas palabras fueron acogidas con ovaciones «en términos inenarrables». «La multitud arrebatada agita pañuelos, gorras y sombreros. Óyense vivas a Cervantes». Unos días antes el mismo diario había advertido que «lo que no puede hacerse en Valencia, en ninguna lengua o dialecto, es hablar mal de España o denostar a Castilla. Ésta, porque es España; España, porque es nuestra patria... Por encima de Valencia está la patria española, y con ella Castilla, en cuyo espíritu, desde ha muchos años, muchísimos, se han diluido el alma y las esencias valencianas».